# Harry Thuillier
Harold „Harry” Thuillier (ur. 13 września 1925 w Delgany, zm. 26 kwietnia 2011 w Dublinie) – irlandzki szermierz. Reprezentant kraju podczas igrzysk olimpijskich w Helsinkach i igrzysk olimpijskich w Rzymie, uczestniczył w turnieju indywidualnym florecistów. Na obu turniejach odpadł w pierwszej rundzie.
Jego brat Nick Thuillier startował w turnieju szermierczym ma igrzyskach olimpijskich w 1948 w Londynie.